# Parablastomeryx
Parablastomeryx — вимерлий рід парнопалих ссавців з родини кабаргових (Moschidae), що жили в міоцені в Північній Америці (Саскачеван, Панама, Флорида, Небраска, Орегон, Південна Дакота). Відомі види: Parablastomeryx floridanus, Parablastomeryx gregorii.

## Опис

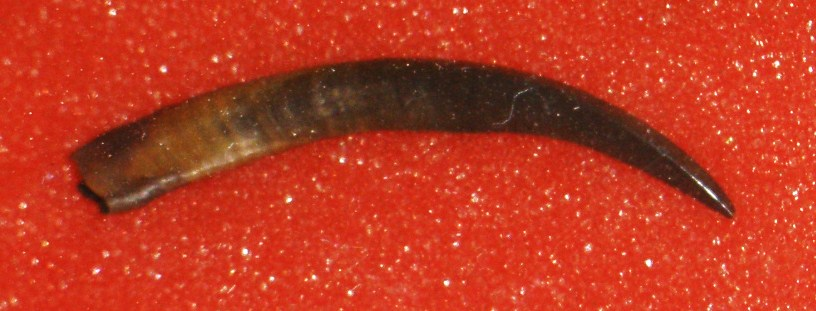
Ікло Parablastomeryx floridanus

Parablastomeryx є найбільшою відомою кабаргою з підродини Blastomerycinae з розрахунковою вагою від 15,15 до 17,76 кілограма. Ця вага відповідає вазі більших екземплярів сучасної кабарги (Moschus moschiferus). Парабластомерикс мав багато примітивних особливостей щодо будови тіла та зубів. Спосіб життя, ймовірно, був таким же, як у сучасних кабарг, шукаючи їжу в густій рослинності вздовж берегів річок і в заростях.